# Южно-Африканский резервный банк
Южно-Африканский резервный банк (англ. South African Reserve Bank) — центральный банк Южно-Африканской Республики.

## История
23 апреля 1793 года в Кейптауне открыт первый банк в Южной Африке — государственный Ломбард банк. В 1883 банк был закрыт.
В 1837 году открыт первый частный банк — Банк Мыса Доброй Надежды. Позже открылись ещё несколько частных банков, некоторые из них выпускали банкноты (Лондонский и Южно-Африканский банк, Сельскохозяйственный банк Квинстауна, Банк Британской Кафрарии, Коммерческий банк Порт Элизабет и др.).
К 1920 году банкноты в Южной Африке выпускались восемью банками. В 1920 году казначейством Южно-Африканского Союза выпускались золотые сертификаты.
31 марта 1920 года учреждён государственный Южно-Африканский резервный банк, начавший операции 30 июня 1921 года.

## Управляющие
- Маркус, Джилл (2009—2014)